# Can Roca (Santa Cristina d'Aro)
Can Roca és una masia de Santa Cristina d'Aro (Baix Empordà) inclosa a l'Inventari del Patrimoni Arquitectònic de Catalunya.

## Descripció
Masia d'estructura basilical amb planta baixa, pis i golfes. La coberta és disposada a dos nivells, de manera que el cos central és cobert a dues vessants, amb el carener perpendicular a la façana, mentre que els laterals són coberts a una vessant. La portada principal és d'arc rebaixat i presenta una inscripció: "Jaume Roca. 1862". La resta d'obertures són allindades. Al primer pis i a les golfes hi ha balcons
A l'esquerra de la casa hi ha diverses dependències annexes, totes elles tancades per un mur que defineix un pati davanter.